# Concierto para trompa (Glière)
Reinhold Glière completó su Concierto para trompa y orquesta en si bemol mayor , op. 91, en 1951. Se estrenó el 10 de mayo de 1951 con la actuación del intérprete de trompa ruso Valery Polekh en Leningrado (posteriormente denominada San Petersburgo) junto con la Orquesta Sinfónica de la Radio de Leningrado.

## Antecedentes
Polekh conoció a Glière en el Teatro Bolshói en 1950, durante un descanso en un ensayo del ballet de Glière, El Jinete de Bronce . Durante este breve encuentro, Polekh sugirió a Gliere que este escribiera un concierto para trompa. Glière le prometió que trabajaría en un concierto en su tiempo libre. Polekh se reunió posteriormente con Glière y le demostró el potencial que tenía con la trompa. Un año más tarde, Glière finalizaría la composición del concierto.
El Concierto para trompa es quizá la más célebre de entre las reconocidas obras de Glière. Raramente se componen conciertos para trompa, pero es todavía más extraño encontrar conciertos para trompa bien escritos. La incorporación de válvulas a principios del siglo XIX permitió una mayor flexibilidad a la hora de componer y la trompa se convirtió en un instrumento solista de extensión total. Numerosos compositores, que valoraban su amplia extensión instrumental y su timbre único, lo incorporaron concediéndole un rol más prominente en sus composiciones. Glière fue un paso más allá: capturó todo su potencial al componer un concierto para trompa y orquesta, normalmente el más largo que se interpretaba.

## Estructura
A pesar de haber sido compuesto en los años 1950, el concierto está escrito en un estilo neoclásico con fuertes influencias de la música del Romanticismo. Está compuesto por tres movimientos:
- I. Allegro
- II. Andante
- III. Moderato - Allegro vivace

La cadenza estándar que acompaña al concierto la compuso Valery Polekh, el primer intérprete del concierto. La cadenza de Polekh sigue en gran medida el estilo del concierto y sus virtuosas exigencias exceden con creces la mayor parte de la pieza. Por esto, numerosos trompistas prefieren modificar la cadenza estándar, aunque la mayoría escriben una cadenza propia. Algunos trompistas, sin embargo, tocan la cadenza compuesta por Polekh.

## Discografía
El concierto se ha grabado en numerosas ocasiones, ya que es una de las composiciones más importantes en el repertorio de la música para trompa.
Es usual que, debido a su duración (apenas 22 minutos) encontremos este Concierto para trompa en el mismo CD que otros conciertos para trompa o junto con el ballet de Glière El Jinete de Bronce .
El ejemplo más importante es probablemente la grabación de Eric Ruske en 2005 actuando con la Orquesta de Cámara IRIS, dirigida por Michael Stern. Ruske toca la cadenza de Polekh con ligeras variaciones.
Otra grabación que cabe destacar es la de Marie Luise Neunecker con la Orquesta Sinfónica de Bamberg dirigida por Werner Andreas Albert. Neunecker interpreta la cadenza de Polekh.
En la grabación de Hermann Bauman con la Orquesta de la Gewandhaus de Leipzig dirigida por Kurt Masur, Baumann no tocó la cadenza de Polekh, sino que compuso una propia.
Una grabación menos conocida, aunque revisada en numerosas ocasiones, es la de  Eliz Erkalp con la Real Filarmónica Flamenca, con Marc Soustrot como director.
Al margen de la calidad de las grabaciones, reflejo de lo que era habitual para la Rusia de principios de los años 1950, la grabación definitiva es la de Valery Polekh, acompañada por la Orquesta del Teatro de Bolshoi, dirigida por nada menos que Reinhold Glière. Ninguna grabación moderna se acerca a la interpretación de la cadenza de Polekh tocada por el mismo Polekh. Esta grabación es la más importante ya que refleja perfectamente el sonido de trompa que Glière buscaba cuando componía. Es especialmente relevante el vibrato usado por Polekh, atípico en trompistas modernos, pero que mejora el efecto del concierto, pese a la mala calidad del sonido de la grabación. La grabación, publicada por Classic Editions (CE6) en la década de 1950 y realizada a partir de las cintas originales gracias a un acuerdo con Leeds Music Corporation, ya no está disponible en el mercado, pero si se busca en la web Classic Editions CE6 se puede localizar una copia del vinilo disponible para su descarga.